# Mopaneglansstare
Mopaneglansstare (Lamprotornis mevesii) är en fågel i familjen starar inom ordningen tättingar. Den förekommer i öppen savann södra Afrika. Beståndet anses vara livskraftigt.

## Utseende
Mopaneglansstare är en medelstor till stor glänsande svartaktig stare med mycket lång kilformad stjärt. Färgen på glansen är blå och lila i större delen av utbredningsområdet, men mer gulaktigt bronsfärgad i sydvästra Angola. Liknande större glansstare är just större, men också grönare och med en proportionellt kortare och mindre kilformad stjärt.

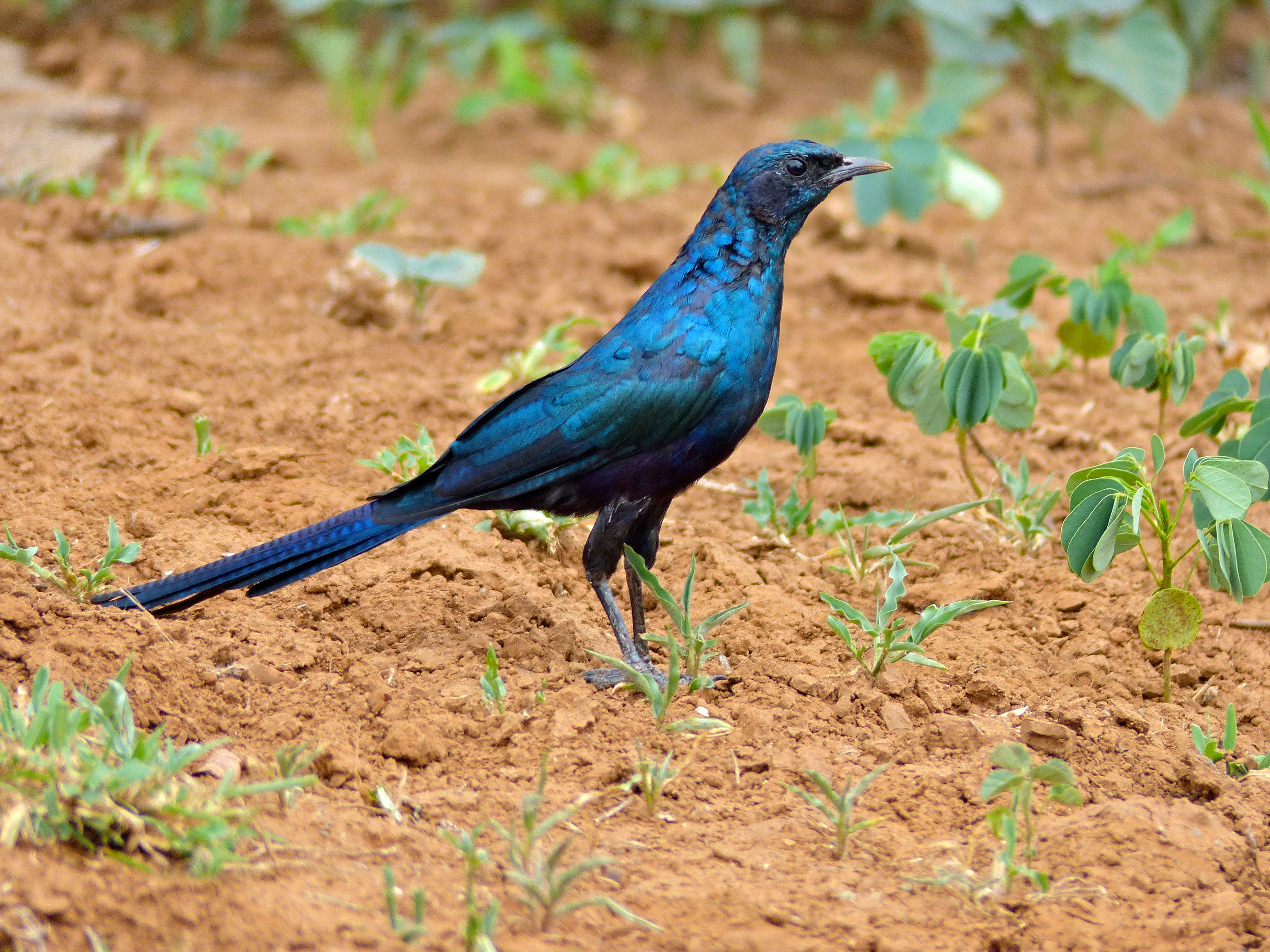

## Utbredning och systematik
Mopaneglansstare förekommer i södra Afrika. Den delas in i tre underarter med följande utbredning:
- Lamprotornis mevesii mevesii – förekommer från Angola och norra Namibia till Botswana, södra Malawi och nordöstra Sydafrika
- Lamprotornis mevesii violacior – förekommer i norra Namibia och sydvästra Angola
- Lamprotornis mevesii benguelensis – förekommer i mopaneskogar i södra ändan av västra Angola

Sedan 2016 urskiljer Birdlife International och naturvårdsunionen IUCN violacior och benguelensis som egna arter, "cuneneglansstare" respektive "benguelaglansstare".
Arten beskrevs 1856 av den svenska naturforskaren Johan August Wahlberg, aktiv samlare i Sydafrika 1838 fram till just året 1856 när han blev dödad av en elefant.

## Levnadssätt
Mopaneglansstare hittas i öppen savann, framför allt i lövskogar som miombo och områden med baobabträd. Den påträffas i par, grupper eller större flockar. Arten födosöker på marken där den promenerar med långa kliv. Den kan också ses sitta lågt i träd på jakt efter mestadels insekter.

## Status
IUCN erkänner artens tre taxon som tre olika arter och bedömer därför deras hotstatus var för sig, alla som livskraftiga.

## Namn
Fågelns vetenskapliga artnamn hedrar Friedrich Wilhelm Meves (1814-1891), tysk zoolog och kurator på Riksmuseet i Stockholm 1841-1877. Tidigare kallades den ’’mevesglansstare’’ även på svenska, men tilldelades 2024 ett mer informativt namn av BirdLife Sveriges taxonomikommitté.